# Bence Szabó (calciatore)
Bence Szabó (Székesfehérvár, 16 gennaio 1998) è un calciatore ungherese, centrocampista del Csákvári.

## Caratteristiche tecniche
È un trequartista.

## Carriera
Cresciuto nel settore giovanile della Puskás Akadémia, ha esordito in prima squadra il 7 agosto 2016 disputando l'incontro di Nemzeti Bajnokság II vinto 4-2 contro lo Szolnok.

## Statistiche
Statistiche aggiornate al 23 aprile 2019.

### Presenze e reti nei club
| Stagione        | Squadra         | Campionato      | Campionato | Campionato | Coppe nazionali | Coppe nazionali | Coppe nazionali | Coppe continentali | Coppe continentali | Coppe continentali | Altre coppe | Altre coppe | Altre coppe | Totale | Totale | Totale |
| Stagione        | Squadra         | Comp            | Pres       | Reti       | Comp            | Pres            | Reti            | Comp               | Pres               | Reti               | Comp        | Pres        | Reti        | Pres   | Reti   |        |
| --------------- | --------------- | --------------- | ---------- | ---------- | --------------- | --------------- | --------------- | ------------------ | ------------------ | ------------------ | ----------- | ----------- | ----------- | ------ | ------ | ------ |
| 2016-2017       | Puskás Akadémia | NB2             | 4          | 0          | CU              | 0               | 0               |                    | -                  | -                  |             | -           | -           | 4      | 0      |        |
| 2017-gen. 2018  | Videoton        | NB1             | 6          | 0          | CU              | 0               | 0               | UEL                | 4                  | 0                  |             | -           | -           | 10     | 0      |        |
| gen.-giu. 2018  | Nyíregyháza     | NB2             | 6          | 0          | CU              | 0               | 0               |                    | -                  | -                  |             | -           | -           | 6      | 0      |        |
| 2018-2019       | Diósgyőr        | NB1             | 19         | 0          | CU              | 0               | 0               |                    | -                  | -                  |             | -           | -           | 19     | 0      |        |
| Totale carriera | Totale carriera | Totale carriera | 35         | 0          |                 | 0               | 0               |                    | 4                  | 0                  |             | -           | -           | 39     | 0      |        |